# Josep Pons
Josep Pons i Viladomat (1957) es un director de orquesta español. Es el actual director de la Orquesta Sinfónica del Gran Teatro del Liceo, y con anterioridad lo fue de la Orquesta Nacional de España. 

## Biografía
Nacido en Puigreig, en el Bergadá, Josep Pons recibió su formación musical básica en la Escolanía de Montserrat. Más adelante, en Barcelona, realizó estudios de composición con Josep Soler i Sardà y de dirección con Antoni Ros-Marbà. 
En 1985 fue cofundador de la Orquestra de Cambra Teatre Lliure en el marco de una institución de gran prestigio teatral como es el Teatre Lliure de Barcelona. Esta agrupación se especializó en el repertorio de música del siglo XX para orquesta de cámara; el conjunto adquirió un prestigio internacional con varias grabaciones de obras de Falla, Frederic Mompou, Isaac Albéniz, Robert Gerhard y Stravinski, así como de compositores actuales como Luis de Pablo, Joan Albert Amargós, Josep Soler y Astor Piazzolla. 
En 1992 se encargó de la dirección musical de las ceremonias de los Juegos Olímpicos de Barcelona. En 1994 fue nombrado director de la Orquesta Ciudad de Granada, cargo que ostentó hasta 2004. En 2003 asumió la dirección de la Orquesta Nacional de España. 
Ha recibido, entre otros, el Premio Ciudad de Barcelona (1992) del Instituto de Cultura del Ayuntamiento de Barcelona y el Premio Nacional de Música (1999) concedido por el Ministerio de Cultura.